# Barbara Ployer
Maria Anna Barbara Ployer, también conocida por el hipocorístico Babette, (1765-1811) fue una pianista austriaca, alumna favorita de piano y composición de Wolfgang Amadeus Mozart, que escribió para ella sus conciertos para piano n.º 14 (KV. 449) y n.º 17 (KV. 453), que ella misma estrenó, o al menos interpretó públicamente, en su residencia en el mismo año de 1784 en que fueron compuestos. Sobre la base de un manuscrito de la partitura que contiene elaboradas ornamentaciones autógrafas de Ployer en el movimiento central, el musicólogo Robert D. Levin sostiene que también el concierto n.º 23 (KV. 488) fue escrito por Mozart para su alumna e interpretado por ella.

## Biografía
Barbara Ployer nació en Sarmingstein, en la Alta Austria, el 2 de septiembre de 1765, hija de Franz Kajetan Ployer, comerciante en maderas y recaudador de impuestos. Al morir su madre en 1779, la joven Barbara se mudó a Viena a vivir con su tío, el Consejero de la Corte Gottfried Ignaz von Ployer, que era el representante del príncipe-arzobispo de Salzburgo ante la corte imperial, lo que facilitó el contacto de Barbara con Mozart, que le dio no solo clase de piano, sino también de contrapunto y armonía. Aún se conserva un cuaderno de estudio de Barbara Ployer, datado en 1784, al que un propietario posterior puso el título de Mozarts Unterricht in der Komposition (Lecciones de composición de Mozart) y que contiene una serie de ejercicios de armonía a cuatro partes, que van desde sencillos ejemplos para teclado hasta movimientos completos para cuarteto de cuerda, con algunos estudios de contrapunto.
Bárbara Ployer, según el musicólogo Dexter Edge, pudo ser también la intérprete en el estreno del último concierto mozartiano para piano, el  n.º 27 (KV. 595), que según esta versión habría tenido lugar en un concierto público en el palacio de Auersperg en enero de 1791, aunque la suposición popular sea la del estreno por el propio Mozart dos meses después, de lo que no hay pruebas. 
Barbara Ployer se casó con Cornelius Bujánovics von Agg-Telek (1770-1844) y se mudó a Kreutz, la actual ciudad de Križevci, en Croacia, donde su marido tenía sus posesiones. Murió en Bresane, en Croacia, en fecha no determinada anterior a abril de 1811.
La calidad y dificultad de los al menos dos conciertos que Mozart escribió para Barbara Ployer sugieren que era una intérprete altamente dotada, tanto técnica como musicalmente. No se conservan retratos de ella, pero sí una caricatura o esbozo que el propio Mozart pergeñó en  el margen de una partitura, en la que la muestra poco agraciada, con una frente muy ancha bajo un alto peinado, una nariz ganchuda y una barbilla prominente.